# Mickey Mouse (serie de televisión)
Mickey Mouse es una serie de televisión de comedia animada estadounidense producida por Disney Television Animation. Esta trata de las aventuras de Mickey Mouse con sus amigos. Con los personajes de dibujos animados de Disney Mickey Mouse, Minnie Mouse, Pato Donald, Pata Daisy, Goofy y Pluto en escenarios contemporáneos como París, Venecia, Tokio y Nueva York, la serie tiene la esencia de los de los primeros cortos de Mickey Mouse, mientras brinda una actualización moderna, y "presenta a Mickey en una amplia gama de situaciones humorísticas que muestran su coraje y picardía, junto con su amado encanto y buen corazón". La animación es proporcionada por Mercury Filmworks.
La serie fue desarrollada por el artista Paul Rudish, quien fue el co-creador de la serie de televisión Titán Sim-Biónico de Cartoon Network y también es el productor ejecutivo y director supervisor de la serie, mientras que Joseph Holt es el director de arte de la serie. Paul Rudish, Jenny Gase-Baker y Joseph Holt ganaron tres Premios Emmy por su trabajo en la serie en septiembre de 2013.
El episodio piloto, "Croissant de Triomphe", se lanzó por primera vez como una vista previa especial el 12 de marzo de 2013 en Disney.com. La serie se estrenó oficialmente el 28 de junio de ese año en Disney Channel, seguida de los lanzamientos en Disney.com y Watch Disney Channel. Se emitieron un total de 18 episodios en la primera temporada, mientras que la segunda temporada, que se estrenó el 11 de abril de 2014, consta de 19 episodios. La tercera temporada se estrenó el 17 de julio de 2015, con 20 episodios emitidos. La cuarta temporada se estrenó el 9 de junio de 2017, con 19 episodios emitidos. La quinta temporada (luego final) de la serie original se estrenó el 6 de octubre de 2018, con 18 episodios emitidos.
La serie tuvo una continuación con The Wonderful World of Mickey Mouse, que se estrenó en Disney+ el 18 de noviembre de 2020, coincidiendo con el cumpleaños 92 de Mickey.

## Reparto
- Chris Diamantopoulos como Mickey Mouse[9][10]
  - Diamantopoulos fue elegido en lugar de Bret Iwan, porque los productores querían una voz que sonara similar a la utilizada por Walt Disney para la interpretación de Walt de Mickey.[11]
- Russi Taylor como Minnie Mouse y Huey, Dewey y Louie[9][10]
- Tony Anselmo como el Pato Donald[9]
- Bill Farmer como Goofy y Pluto[9]
- Tress MacNeille como la Pata Daisy y Chip[9]
- Jim Cummings como Pete[9]
- Corey Burton como Ludwing von Pato y Dale[9]
- April Winchell como Clarabelle[9]
- Alan Young como Scrooge McDuck

## Transmisión
La serie se transmite en todo el mundo en Disney Channel. En Australia y Nueva Zelanda se estrenó el 1 de julio de 2013. Se estrenó el 12 de julio de 2013, de Canadá, el Reino Unido e Irlanda. Se estrenó en la India, el sudeste de Asia y en Hispanoamérica el 18 de noviembre de 2013.

## Recepción
El episodio "Croissant del Triunfo", ganó el Emmy por Mejor Programa de Cortos Animados. También obtuvo dos premios de logro individual para Jenny Gase-Baker en la pintura de fondo, y Joseph Holt por Dirección de Arte.

## Episodios
| Temporada | Temporada | Episodios | Estados Unidos         | Estados Unidos       | Latinoamérica           | Latinoamérica            | España                   | España                   |
| Temporada | Temporada | Episodios | Estreno                | Final                | Estreno                 | Final                    | Estreno                  | Final                    |
| --------- | --------- | --------- | ---------------------- | -------------------- | ----------------------- | ------------------------ | ------------------------ | ------------------------ |
|           | 1         | 18        | 28 de junio de 2013    | 7 de marzo de 2014   | 18 de noviembre de 2013 | 15 de octubre de 2014    | 11 de septiembre de 2013 | 20 de junio de 2014      |
|           | 2         | 19        | 11 de abril de 2014    | 9 de junio de 2015   | 18 de noviembre de 2014 | 27 de septiembre de 2015 | 13 de junio de 2014      | 25 de septiembre de 2015 |
|           | 3         | 20        | 17 de julio de 2015    | 29 de julio de 2016  | 6 de noviembre de 2015  | 18 de noviembre de 2016  | 30 de octubre de 2015    | 22 de diciembre de 2016  |
|           | Especial  | 2         | 9 de diciembre de 2016 | 8 de octubre de 2017 | 23 de diciembre de 2016 | 22 de octubre de 2017    | 19 de diciembre de 2016  | 31 de octubre de 2017    |
|           | 4         | 19        | 9 de junio de 2017     | 14 de julio de 2018  | 14 de noviembre de 2017 | 15 de noviembre de 2018  | 18 de noviembre de 2017  | 24 de marzo de 2020      |
|           | 5         | 18        | 6 de octubre de 2018   | 20 de julio de 2019  | 18 de noviembre de 2018 | 15 de noviembre de 2019  | 18 de noviembre de 2018  | N/A                      |

## Personajes

### Principales
- Mickey Mouse
- Minnie Mouse
- Pluto
- Goofy
- Pato Donald
- Pata Daisy

### Secundarios
- Pete
- Clarabelle
- Horace Horsecollar
- Huey, Dewey y Louie
- Scrooge McPato
- Ludwig Von Drake
- Chip y Dale
- Clara Cluck
- Gubbles el pez
- Mortimer mouse
- Los Beagle Boys
- José Carioca
- Panchito Pistolas
- Fifí la Pekinés

## Especiales de Halloween y Navidad
- La Historia más aterradora: Un espeluznante Mickey Mouse en Halloween: El episodio dura 22 minutos trata sobre Mickey, Donald y Goofy con Huey, Dewey y Louie y Morty y Ferdie Fieldmouse contandoles historias de miedo, pero Mickey no consigue asustar a los niños hasta que cuenta una historia realmente aterradora. Pero cuando llegan a casa Minnie y Daisy disfrazadas de bruja, aterrorizan a sus amigos y los niños, quienes se esconden bajo la cama. Este episodio fue premiado con un Annie Awards, recogido por su director Alonso Ramírez Ramos a "Mejor dirección en una producción animada de televisión", en 2014.
- Duck the Halls: El episodio más largo de duración de 25 minutos trata sobre el comienzo del invierno y todos los patos migran hacia Miami ya que es un clima cálido, les toca a Donald y Daisy pero a sus mejores amigos Mickey, Minnie, Goofy y Pluto les da pena que la pareja se vaya. Mientras Donald y Mickey se despiden tiene una bola de nieve que le ha regalado para que no les olvide, hasta que Donald decide quedarse con sus amigos, y Daisy llega Florida junto con el Tío Scrooge, Huey, Dewey y Louie, y Ludwig Von Drake. Pero mientras que Donald pasa las Navidades con sus amigos, empieza a empeorar por el clima y cada vez se encuentra peor, se escapa de casa, se vuelve loco y cae del tejado de dentro de una granja apunto de morirse. Sus amigos lo llevan a casa y están de luto hasta que llega Papá Noel y le roban el trineo para llevar a un Donald moribundo a Miami y provocan un caos, y Daisy es la primera de alegrarse en ver a Donald. Más tarde Papá Noel arregla todo, y todos los personajes acaban en la playa disfrutando de la Navidad como una familia perfecta.